# 中野和久
中野 和久（なかの かずひさ、1948年1月4日 - 2023年7月5日）は、日本の経営者。神奈川県出身。出光興産社長、会長を務めた。

## 経歴
1971年に早稲田大学商学部を卒業し、同年に出光興産に入社。2003年に執行役員に就任し、取締役、常務を経て、2007年6月に副社長に就任し、2009年6月に社長に昇格。2013年6月に会長に就任し、2015年6月から相談役を務めた。
2017年6月30日、相談役を退任。
2023年7月5日、死去。75歳没。